# Zorocrates bosencheve
Zorocrates bosencheve is een spinnensoort uit de familie Zoropsidae. De soort komt voor in Mexico. 